# Badge of Fury
Pour plus de détails, voir Fiche technique et Distribution.
Badge of Fury (Bu er shen tan, 不二神探) est un film chinois réalisé par Wong Tsz-ming, sorti le 21 juin 2013.

## Synopsis
Une série de meurtres met sous pression la police de Hong Kong. Deux policiers sont affectés à l'enquête : le jeune risque-tout Wang Bu Er et le vétéran Huang Feihong. Pour confondre le tueur, Wang va devoir s'infiltrer dans son entourage. Un jeu dangereux où l'expérience de Huang va être décisive.

## Fiche technique
- Titre français : Badge of Fury
- Titre original : Bu er shen tan (不二神探)
- Titre international : Badges of Fury
- Réalisation : Wong Tsz-ming
- Scénario : Cheung Tan
- Musique : Wong Ying-Wah
- Photographie : Kenny Tse
- Montage : Angie Lam
- Production : Chui Po Chu
- Sociétés de production : Hong Kong Pictures International, Enlight Pictures
- Pays d'origine : Chine
- Langue originale : chinois
- Format : couleurs - 2,35:1 - mono - 35 mm
- Genre : comédie policière, action
- Durée : 98 minutes
- Dates de sortie :
  - Chine : 21 juin 2013
  - France : 24 avril 2015 (DVD et Blu-ray)
  - Hong Kong : 28 juin 2013

## Distribution
- Jet Li (VF : Pierre-François Pistorio) : Huang Feihong
- Wen Zhang (VF : Yoann Borg) : Wang Bu Er
- Shishi Liu (VF : Sandra Parra) : Liu Jin Shui
- Michelle Chen (VF : Claire Baradat) : Angela
- Liu Yan : Dai Yiyi
- Collin Chou : Chen Hu
- Bruce Leung : Liu Xin, l'oncle de Liu Jin Shui
- Stephen Fung (VF : Christophe Seugnet) : Liu Jun
- Huang Xiaoming : l'homme en noir
- Raymond Lam (VF : Erwan Zamor) : Gao Min
- Bryan Leung : l'oncle Lucky